# Правило налогово-бюджетной политики
Правило налогово-бюджетной политики (англ. fiscal policy rule) или бюджетное правило (англ. fiscal rule) — постоянное ограничение налогово-бюджетной политики, выраженное через количественные целевые ориентиры или лимиты фискальных индикаторов, характеризующих состояние государственных финансов: дефицита государственного бюджета, государственного долга, новых заимствований, бюджетных расходов и бюджетных доходов.
Правило налогово-бюджетной политики допускает широкую интерпретацию. Некоторые экономисты понимают под ним набор правил и регуляторных практик, в соответствии с которыми бюджет готовится, принимается и выполняется. МВФ определяет фискальное правило как долгосрочное ограничение налогово-бюджетной политики через количественные лимиты бюджетных агрегатов.
К задачам правил налогово-бюджетной политики относят:
- обеспечение макроэкономической стабильности;
- повышение доверия к фискальным властям;
- обеспечение долгосрочной устойчивости (сбалансированности) налогово-бюджетной политики;
- снижение процикличности налогово-бюджетной политики;
- координация налогово-бюджетной политики в рамках международных соглашений, прежде всего, в валютных союзах.

## Бюджетные институты и правила
Правила и нормы, по которым проектируется, одобряется и исполняется государственный бюджет, представляют собой бюджетные институты. Они различаются в зависимости от юрисдикции и от них зависит величина дефицита бюджета и государственного долга. Бюджетные институты являются эффективными при выполнении двух условий. Во-первых, они задействованы в утверждении и исполнении бюджета. Во-вторых, бюджетные институты носят долгосрочный характер, их изменить труднее, чем бюджетное законодательство. Таким образом, если бюджетные институты нельзя изменять так же легко и часто, как государственный бюджет, они могут использоваться для поддержания эффективности и стабилизации государственных финансов. Правила налогово-бюджетной политики являются одним из типов бюджетных институтов.

## Институализация правил налогово-бюджетной политики
Цель правила налогово-бюджетной политики заключается в минимизации искажающих стимулов в политике правительства и ограничении его избыточных бюджетных расходов в периоды благоприятной макроэкономической конъюнктуры для поддержания ответственности правительства и долговой устойчивости бюджета, а также предотвращении резкого сокращения бюджетных расходов при возникновении краткосрочных шоков.
Правила налогово-бюджетной политики закрепляются в законодательстве и представляют собой постоянные ограничения в области налогово-бюджетной политики. Их действие может распространяться на одну бюджетную переменную или их комбинацию. Некоторые бюджетные показатели могут устанавливаться в реальном выражении или с поправкой на деловой цикл.

## Экономическое обоснование
Обоснование правил налогово-бюджетной политики основывается на политической экономии. Правило налогово-бюджетной политики позволяет избежать недальновидного поведения правительства, склонного накапливать государственный долг за счет доходов будущих поколений (будущих налогов или инфляции). Кроме того, оно позволяет решить проблему временной несогласованности политики фискальных властей. Результатом применения правил налогово-бюджетной политики является повышение доверия общества к экономической политике. Правительствам, которым недостает репутации и доверия со стороны общества, целесообразно опираться на правила налогово-бюджетной политики, которые обеспечат стабилизацию государственных финансов и поддержат экономический рост. 
Эталонное правило налогово-бюджетной политики удовлетворяет нескольким критериям, называемым критериями Копица-Симански (Kopits-Symansky criteria): правило должно быть определенным, прозрачным, простым, гибким, эффективным, выполнимым, последовательным, а также способствовать здоровой политике, включая проведение необходимых структурных реформ. Следование эталонному правилу должно происходить как на национальном, так и на региональном уровне. Применение правил является широко распространённым в международной практике. В 1990 году правила использовали всего 7 стран, в 2009 году их  число достигло 80, а к 2017 году превысило 90 стран.
Эмпирический анализ свидетельствуют о том, что правила налогово-бюджетной политики помогают снизить расходы правительства по государственному долгу, то есть приводит к более низким процентным ставкам по государственным ценным бумагам. По оценкам МВФ, доходность государственных облигаций в развитых экономиках после введения правила снижается в среднем на 2% в течение следующих четырех лет. Однако плохо разработанные правила могут не иметь положительного эффекта. Например, повышенная гибкость правил (оговорки о возможности его несоблюдения в определённых обстоятельствах) не оказывает положительного влияния на премию за суверенный риск. 

## Обеспечение согласованности налогово-бюджетной политики во времени

Фрэнк Рамсей, британский математик, внесший вклад в теорию налогообложения

Для прогнозирования состояния государственных финансов фискальным властям необходимо анализировать, как ключевые макроэкономические переменные (экономический рост, инвестиции, потребление) реагируют на их решения. Инвестиционные решения экономических агентов зависят от ожиданий будущих ставок налогообложения. Если экономические агенты ожидают, что будущие налоговые ставки будут низкими, они заинтересованы в увеличении инвестиций. Для учета ожиданий фискальным властям необходимо прогнозировать поведение налогоплательщиков в условиях альтернативных мер налогово-бюджетной политики. Кроме того, для анализа последствий налогово-бюджетных решений необходимо количественно оценивать критерии общественного благосостояния, по которым измеряются результаты альтернативных мер налогово-бюджетной политики. Наконец, доверие к фискальным властям будет поддерживаться, если известны правила налогово-бюджетной политики или модель налогово-бюджетных решений, которая описывает поведение фискальных властей на долгосрочной основе.
Если фискальные власти берут на себя определенные обязательства, то есть придерживаются правила налогово-бюджетной политики, это создает устойчивую макроэкономическую среду и облегчает анализ ожиданий налогоплательщиков. Правила налогово-бюджетной политики обязывают власти придерживаться одного и того же поведения в текущем и будущих периодах. В то же время правила должны быть достаточно гибкими, чтобы налогово-бюджетная политика могла своевременно реагировать на шоки или непредвиденные будущие события. Подобная гибкая модель налогово-бюджетной политики может лечь в основу так называемого оптимального плана политики (optimal plan of fiscal policy). Последовательность мер оптимальной налогово-бюджетной политики в модели с динамической оптимизацией и эффектами межвременного замещения потребления получила название «политика Рамсея» (Ramsey policy) в честь британского математика Фрэнка Рамсея.

## Примеры правил налогово-бюджетной политики
Наиболее известными примерами правила налогово-бюджетной политики выступают два ограничения, введенные в Великобритании в 1997 году. В «Кодексе фискальной стабильности», принятом Казначейством Великобритании, было оговорено выполнение «золотого правила» и «долгового правила». 
Согласно «золотому правилу» (golden rule) в течение делового цикла правительство должно занимать на финансовом рынке ровно столько, сколько необходимо для финансирования инвестиций. Иными словами, заимствования должны идти не на финансирование текущих расходов правительства, а исключительно на инвестиционные цели. 
По «стабильному инвестиционному правилу» (golden rule) размер чистого государственного долга должен сохраняться на устойчивом и благоразумном уровне в течение делового цикла. В количественном выражении «долговое правило» означает, что чистый долг должен быть ниже определенного целевого уровня (как правило, 40%-60% ВВП) вне зависимости от текущей фазы делового цикла. 
«Правило дефицита» (deficit rule), введенное в Швейцарии в 2003 году, устанавливает предельный уровень государственных расходов, которые не могут превышать доходы с поправкой на цикличность. 
В России с 2004 года действует «бюджетное правило», определяющее максимальный уровень текущих расходов правительства исходя из цены на нефть. С 2013 года федеральный бюджет составляется на основе бюджетных правил, при которых предельный объем расходов федерального бюджета ограничен размером планируемых доходов при «базовой» цене на нефть, увеличенный из расчета одного процента валового внутреннего продукта. Тем самым созданы предпосылки для достижения сбалансированности бюджета в долгосрочном периоде и сокращения его зависимости от нефтегазовых доходов.
Примерами правил налогово-бюджетной политики являются некоторые критерии конвергенции еврозоны, установленные в «Пакте стабильности и роста».